# No todos los chicos son azules
No todos los chicos son azules (en inglés: All Boys Aren't Blue) es un manifiesto-memoria de no ficción para jóvenes adultos del periodista y activista George M. Johnson, publicado el 28 de abril de 2020 por Farrar, Straus and Giroux.
El libro consta de una serie de ensayos que siguen la trayectoria de Johnson mientras crecía como un hombre negro queer en Plainfield, Nueva Jersey, y Virginia. Además de describir la propia experiencia de Johnson, se dirige directamente a los chicos negros queer que pueden no tener a alguien en sus vidas con experiencias similares.
A pesar de las críticas mayoritariamente positivas de los críticos, No todos los chicos son azules ha sido objeto de múltiples intentos de censura, convirtiéndose en uno de los diez libros más prohibidos y cuestionados en los Estados Unidos a principios de la década de 2020.

## Contenido
El libro analiza el consentimiento, la agencia y el abuso sexual, entre otros temas. También describe dos encuentros sexuales y una violación legal.

## Trasfondo
Johnson se sintió motivado a escribir No todos los chicos son azules por la máxima de Toni Morrison "Si hay un libro que quieres leer, pero aún no se ha escrito, entonces debes escribirlo", que Johnson tiene tatuada en su brazo derecho.
El "azul" en el título tiene varios significados, siendo un color tradicionalmente identificado con la masculinidad y el color de los agentes de policía, quienes han invocado desproporcionadamente la violencia contra las personas negras queer. El título también rinde homenaje al personaje Blue de Queen Sugar, así como a la apariencia de piel negra en Moonlight y la obra en la que se basa, In Moonlight Black Boys Look Blue.

## Recepción

### Recepción crítica
No todos los chicos son azules recibió una reseña destacada de Kirkus, así como críticas positivas de School Library Journal, Booklist, y Publishers Weekly.
Kirkus calificó el libro como "un espejo crítico, cautivador y misericordioso para crecer como persona negra y queer hoy en día".
Publishers Weekly señaló: " Aunque a primera vista el libro carece de la llamada a la acción sintetizadora que implicaría un "manifiesto", su mensaje de "sé tú mismo" sigue siendo una postura radical para individuos doblemente marginados". Continuaron diciendo: "En un panorama editorial que necesita voces negras queer, los lectores que están analizando conceptos similares estarán agradecidos de unirse a él en el viaje", y lo llamaron "un bálsamo y un testimonio para los lectores jóvenes como aliados en la lucha por la igualdad".
The New York Times lo calificó como "unas memorias exuberantes y sin complejos, impregnadas de un amor profundo pero lúcido por sus personajes".
HuffPost escribió que se trataba de "un testimonio firme que crea un espacio para que los niños negros queer sean vistos".
La revista Bitch Magazine dijo que "All No todos los chicos son azules es un cambio radical".
Kirkus nombró a No todos los chicos son azules una de las mejores biografías/memorias para jóvenes adultos de 2020. La Biblioteca Pública de Nueva York y la Biblioteca Pública de Chicago también lo incluyeron en su lista de los diez mejores libros de 2020 para jóvenes adultos.

### Premios y honores
| Año  | Otorga                                                                             | Resultado      | Ref.   |
| ---- | ---------------------------------------------------------------------------------- | -------------- | ------ |
| 2021 | Lista de libros Arcoíris de la ALA                                                 | Los 10 mejores | [ 15 ] |
| 2021 | Increíbles audiolibros de YALSA para jóvenes adultos                               | Selección      | [ 16 ] |
| 2021 | 10 mejores títulos adolescentes de YALSA                                           | Selección      | [ 17 ] |
| 2020 | Premio Goodreads Choice a la mejor autobiografía y memorias                        | Candidato      | [ 18 ] |
| 2019 | Libros destacados para estudiantes universitarios: literatura y artes del lenguaje | Selección      | [ 19 ] |

### Censura en Estados Unidos
No todos los chicos son azules ha sido censurada frecuentemente debido a que incluye contenido sexual explícito y blasfemias. En 2021, la Oficina de Libertad Intelectual de la Asociación Estadounidense de Bibliotecas lo nombró el tercer libro más prohibido y cuestionado en los Estados Unidos del año; fue el segundo libro más cuestionado en 2022 y 2023. Las juntas escolares de al menos diez estados han retirado el libro de sus bibliotecas.
En 2021, Jill Woolbright, miembro de la junta escolar del condado de Flagler y maestra jubilada, presentó una denuncia penal contra el superintendente por llevar el libro, objetando las menciones a la masturbación y al sexo oral. La Oficina del Sheriff del Condado de Flagler determinó que el contenido del libro no violaba la ley y no ameritaba más investigación. La retirada del libro provocó protestas estudiantiles.
En 2021, la Junta Escolar de Wentzville en Missouri prohibió No todos los chicos son azules, junto con otros tres libros, en las bibliotecas de las escuelas secundarias del distrito. Otros libros incluidos en la prohibición fueron The Bluest Eye de Toni Morrison, Heavy: An American Memoir de Kiese Laymon y Fun Home de Alison Bechdel.
En 2022, No todos los chicos son azules fue incluido entre los 52 libros prohibidos por el Distrito Escolar Alpine luego de la implementación de la ley de Utah HB 374, "Materiales sensibles en las escuelas", el 42% de los cuales "presentan personajes y/o temas LBGTQ+". Muchos de los libros fueron eliminados porque se consideró que contenían material pornográfico según la nueva ley, que define la pornografía utilizando los siguientes criterios:
- "La persona promedio" encontraría que el material, en general, "apela a un interés lascivo por el sexo"[35]
- El material "es patentemente ofensivo en la descripción o representación de desnudez, conducta sexual, excitación sexual, abuso sadomasoquista o excreción"[35]
- El material, en general, "no tiene ningún valor literario, artístico, político o científico serio".[35]

## Adaptación
No todos los chicos son azules se adaptó a un cortometraje en 2021. La película fue dirigida por Nathan Hale Williams y protagonizada por Dyllón Burnside.
La actriz Gabrielle Union eligió desarrollar No todos los chicos son azules como serie de televisión.